# Phalacronothus putoni
Phalacronothus putoni är en skalbaggsart som beskrevs av Edmund Reitter 1894. Phalacronothus putoni ingår i släktet Phalacronothus och familjen Aphodiidae. Inga underarter finns listade i Catalogue of Life.